# Jorge Luiz de Amorim Silva
Jorge Luiz de Amorim Silva (sinh ngày 5 tháng 9 năm 1979) là một cầu thủ bóng đá người Brasil.

## Sự nghiệp câu lạc bộ
Jorge Luiz de Amorim Silva đã từng chơi cho Omiya Ardija và Ventforet Kofu.

## Thống kê câu lạc bộ

### J.League
| Đội            | Năm       | J.League | J.League | J.League Cup | J.League Cup | Tổng cộng | Tổng cộng |
| Đội            | Năm       | Trận     | Bàn      | Trận         | Bàn          | Trận      | Bàn       |
| -------------- | --------- | -------- | -------- | ------------ | ------------ | --------- | --------- |
| Omiya Ardija   | 2000      | 32       | 15       | 2            | 0            | 34        | 15        |
| Omiya Ardija   | 2001      | 14       | 3        | 2            | 1            | 16        | 4         |
| Omiya Ardija   | 2002      | 3        | 0        | -            | -            | 3         | 0         |
| Ventforet Kofu | 2002      | 16       | 7        | -            | -            | 16        | 7         |
| Ventforet Kofu | 2003      | 8        | 2        | -            | -            | 8         | 2         |
| Tổng cộng      | Tổng cộng | 73       | 27       | 4            | 1            | 77        | 28        |